# Mandy Islacker
Mandy Islacker (født 8. august 1988) er en tysk fodboldspiller, der spiller for FC Köln i Bundesligaen. Hun har tidligere spillet i flere andre klubber i Tyskland, herunder 1. FFC Frankfurt og Bayern München. Hun er datter af Frank Islacker og barnebarn af Franz Islacker, begge tidligere fodboldspillere.

## Landsholdskarriere
Isacker spillede enkelte kampe på Tysklands U/15- og U/17-landshold. Hun debuterede for A-landsholdet 22. oktober 2015 i en EM-kvalifikationskamp mod Rusland, hvor hun scorede det første mål i 2-0-sejren. Hun var en del af truppen til OL 2016 i Rio de Janeiro, hvor hun spillede med i tre af kampene (kun kampen i indledende runde mod Canada fra start). Tyskland blev nummer to i indledende runde og kvalificerede sig med nød og næppe til kvartfinalen, hvor de vandt over Kina med 1-0. I semifinalen besejrede de Canada 2-0 (og fik dermed revanche for nederlaget i indledende runde), hvorpå de sikrede sig guldet i finalen mod Sverige, som de vandt over med 2-1.

### Mål på landsholdet
Tysklands mål og resultater vises først:
| Islacker – mål for Tyskland | Islacker – mål for Tyskland | Islacker – mål for Tyskland | Islacker – mål for Tyskland | Islacker – mål for Tyskland | Islacker – mål for Tyskland | Islacker – mål for Tyskland                     |
| #                           | Dato                        | Lokalitet                   | Modstander                  | Scoring                     | Resultat                    | Turnering                                       |
| --------------------------- | --------------------------- | --------------------------- | --------------------------- | --------------------------- | --------------------------- | ----------------------------------------------- |
| 1.                          | 22. oktober 2015            | Wiesbaden, Tyskland         | Rusland                     | 1–0                         | 2–0                         | Kvalifikation til EM i fodbold for kvinder 2017 |
| 2.                          | 25. oktober 2015            | Sandhausen, Tyskland        | Tyrkiet                     | 1–0                         | 7–0                         | Kvalifikation til EM i fodbold for kvinder 2017 |
| 3.                          | 22. juli 2016               | Paderborn, Tyskland         | Ghana                       | 10–0                        | 11–0                        | Venskabskamp                                    |
| 4.                          | 25. oktober 2016            | Aalen, Tyskland             | Holland                     | 1–0                         | 4–2                         | Venskabskamp                                    |
| 5.                          | 25. oktober 2016            | Aalen, Tyskland             | Holland                     | 2–0                         | 4–2                         | Venskabskamp                                    |

Kilde:

## Hæder
1. FFC Frankfurt
- UEFA Women's Champions League: Mestre 2014–15
- Bundesliga topscorer: 2015–16, 2016–17

FCR 2001 Duisburg
- Bundesliga: Toer 2004–05, 2005–06

FC Bayern München
- Bundesliga: Toer 2008–09

Tyskland
- Sommer-OL: Guldmedalje, 2016